# Beyblade
Beyblade, também conhecido como Bakuten Shoot Beyblade (爆転シュート ベイブレード, Bakuten Shūto Beiburēdo), é uma série de mangá escrita e ilustrada por Takao Aoki, encomendada para promover a então nova linha de brinquedos da Takara, produzida com base em uma espécie de pião tradicional japonês.
A história é sobre um grupo de garotos que participam de batalhas de Beyblade e, entre amizades e conflitos, sonham em vencer campeonatos cada vez maiores.
Os capítulos foram originalmente publicados na revista mensal CoroCoro Comic, de agosto de 1999 a junho de 2004, e foram compilados em tankobon, totalizando 14 volumes.
A série recebeu adaptação para anime, rendendo três temporadas de 51 episódios cada, sendo a primeira pela Madhouse, e as duas seguintes pela Nihon Animedia. Foi ao ar pela TV Tokyo de janeiro de 2001 a dezembro de 2003. O anime foi licenciado e localizado em inglês pela Nelvana, sofrendo diversas modificações e servindo de base para as dublagens brasileira e portuguesa.

## História
Na série, Beyblade é tratado como um esporte, por isso existem várias equipes que batalham entre si, tanto casualmente quanto em competições. A equipe principal, os Bladebreakers (no original: BBA Team), é composta por Tyson Granger (Takao Kinomiya), Kai Hiwatari, Max Tate (Max Mizuhara), Ray Kon (Rei Kon) e Kenny/Chief (Manabu Saien/Kyouju). Todos compartilhando o objetivo de se tornarem campeões mundiais.

### Beyblade
A primeira temporada marca a estreia dos personagens principais e suas primeiras tentativas de tornarem-se campeões. Passando pelo Japão, China, Estados Unidos, Europa e Rússia, os Bladebreakers vão ganhando posições no torneio mundial, vencendo equipes como White Tigers, All Starz, Majestics e Demolition Boys.
É uma temporada bem diferente das seguintes em estilo, os personagens tem traços mais angulosos e as beyblades são desenhadas em 2D.

### Beyblade V-Force
Na segunda temporada, os Bladebreakers basicamente enfrentam dois grupos. A organização Psykick, que recruta bladers e utiliza de diversos artifícios no intuito de roubar-lhes as feras-bit. E os Santos Escudos (Saint Shields), que inicialmente desafiam os Bladebrakers para demonstrar poder, mas posteriormente revelam querer lacrar suas feras-bit em uma antiga rocha. São apresentados o sistema Magtran e uma nova protagonista, Hilary (Hiromi no original), que não luta, mas apoia a equipe. Com a troca de estúdio, estreia um novo estilo no anime. Os personagens tem traços mais suaves e as beyblades são modelos em 3D.

### Beyblade G-Revolution
Um novo campeonato está iminente, mas dessa vez por mudança nas regras, os Bladebreakers separam-se e cada um tenta conseguir o título sozinho. Agora, o torneio estréia uma nova maneira de lutar, as equipas devem escolher dois ou três lutadores titulares e um de reserva. Dois protagonistas são adicionados: Daichi e Hiro (Hitoshi, no original), também conhecido por Shippuu no Jin (Jin Vendaval na versão brasileira e Jin de Gales, na portuguesa). A temporada mostra dois novos sistemas: Engine Gear e Hard Metal System. No final, os melhores lutadores da BEGA (Beyblade Enterteinment Global Association), uma organização que surgiu no lugar da tradicional ALB, lutam contra Tyson e seus amigos para decidir quem dominará o mundo do Beyblade.
A temporada apresenta uma nova mudança no design, os personagens parecem mais velhos e o traço volta a ser um pouco mais anguloso, as animações 3D das beyblades apresentam melhorias.

## Personagens
A maior parte dos personagens relevantes em beyblade pertence a alguma equipe de alguma parte do mundo. Os personagens principais fazem parte da equipe que representa o Japão nas competições mundiais, os Bladebreakers, ou BBA Team, no original. São eles:
- Tyson Granger
- Kai Hiwatari
- Ray Kon
- Max Tate
- Kenny
- Hilary Tachibana (a partir da 2ª temporada)
- Daichi Sumeragi (filme e 3ª temporada)

## Mídias

### Mangá
O mangá foi publicado originalmente na revista mensal CoroCoro Comic, de agosto de 1999 a junho de 2004. Em paralelo, a história lateral "Beyblade Daichi" foi serializada bimestralmente na Bessatsu CoroCoro Comic, de agosto de 2001 até fevereiro de 2004. Os capítulos também foram lançados em versão compilada, totalizando 14 volumes em tankobon.
O mangá não recebeu versões em português. Foi publicado em Inglês na América do Norte pela VIZ Media, mantendo seu formato original da direita para a esquerda, porém os nomes foram trocados para serem ligados à versão em inglês do anime. E em Singapura, é publicado em inglês pela Chuang YI.
Em 2016, Takao Aoki começou a trabalhar em continuação do mangá, chamada Bakuten Shoot Beyblade Rising, que está sendo publicada na revsita trimestral CoroCoro Aniki. Revista irmã da CoroCoro Comic, em que foi publicado o mangá original, mas que visa um público mais velho.

### Anime
A série ganhou uma adaptação para anime que inicialmente foi ao ar pela TV Tokyo, de janeiro de 2001 a dezembro de 2003, rendendo três temporadas de 51 episódios cada. A primeira temporada foi adaptada pela Madhouse, e as duas seguintes pela Nihon Animedia. O anime é licenciado pela Nelvana na América do Norte, onde sofreu várias modificações. Os fãs relatam cortes, alterações em nomes, falas de personagens, na trilha sonora e em trechos do vídeo, bem como personagens inventados para a versão localizada, que aparecem apenas pela voz (Dizzi, AJ Topper e Brad Best). Em Portugal, o anime passou na TVI, no Canal Panda e no Panda Biggs. No Brasil, foi exibido inicialmente pela Fox Kids, depois chegando à TV aberta pela Globo, que exibiu quase até o final da segunda temporada. Em ambos os países foram exibidas versões baseadas na da Nelvana. No streaming, a obra já esteve no catálogo da Netflix e estreou na Pluto TV em 21 de abril de 2021. Os episódios estão sendo disponibilizados gratuitamente em português brasileiro, além de inglês e espanhol latino, no canal oficial da série no YouTube.

### Filme
Beyblade: Fierce Battle ou Bakuten Shoot Beyblade The Movie: Gekitou!! Takao vs Daichi, como é conhecido no orignal, é um longa metragem de animação que estreou nos cinemas japoneses em 17 de agosto de 2002 e apresenta os acontecimentos após segunda temporada do anime, com eventos alternativos ao início da terceira.[carece de fontes?]
Tyson está recebendo a premiação do campeonato japonês de Beyblade quando de repente chega um novo personagem e o desafia. Seu nome é Daichi Sumeragi, um garoto do interior que jurou ser o melhor do Japão e não vai desistir tão fácil. Em meio à intensa batalha dos dois, numa caverna distante dali, o lacre de antigos poderes das trevas é quebrado. Não tarda até que os poderes malignos ameacem a ordem, e um grupo de crianças aparece misteriosamente, os Shadow Bladers, Steven, Ashley, Daniel e Henry, em busca da dita quinta Fera Sagrada. Uma batalha entre luz e trevas tem início.

O filme não foi lançado no Brasil. Existe uma versão em DVD lançada pela marca espanhola Jonu Media que conta com legendas em português europeu.

### Músicas
| Aberturas | Aberturas                                             | Aberturas | Encerramentos | Encerramentos                            | Encerramentos |
| Nº        | Música Tema                                           | Episódios | Nº            | Música Tema                              | Episódios     |
| --------- | ----------------------------------------------------- | --------- | ------------- | ---------------------------------------- | ------------- |
| 1         | "Fighting Spirits -Song for Beyblade-" (por System-B) | 1-51      | 1             | "Cheer Song" (por System-B)              | 1-51          |
| 2         | "Off the Chains" (por Toss & Turn)                    | 52-72     | 2             | "Urban Love" (por Shiori)                | 52-72         |
| 3         | "Jet" (por Fairy Fore)                                | 73-102    | 3             | "What's the Answer?" (por Retro G-Style) | 73-102        |
| 4         | "Go Ahead ~Bokura no Jidai e~" (por Motoko Kumai)     | 103-133   | 4             | "Oh Yes!!" (por Sista with Yuka)         | 103-119       |
| 4         | "Go Ahead ~Bokura no Jidai e~" (por Motoko Kumai)     | 103-133   | 5             | "Kaze no Fuku Basho" (por Makiyo)        | 120-133       |
| 5         | "Identified" (por Springs)                            | 134-154   | 6             | "Sign of Wish" (por Makiyo)              | 134-154       |

Nota: Na versão norte-americana e suas derivadas, todos os temas foram substituídos por "Let's Beyblade", sendo que foi utilizada com vocal nas aberturas e em versão instrumental nos encerramentos. A música teve a letra escrita por Arlene Bishop e Blair Packham e execução por Sick Kid com participação de Lukas Rossi.

### Jogos
O primeiro jogo da franquia, Jisedai Bēgoma Battle Beyblade (次世代ベーゴマバトル ベイブレード) foi lançado antes mesmo do mangá. A maior parte dos conceitos foi descontinuada, mas os personagens Tyson, Kai e Hiro vieram daí, e só depois foram trabalhados por Aoki para chegar à história mais conhecida. Depois disso, vários jogos baseados na série foram lançados, passando por consoles como Game Boy Color, Game Boy Advance, PlayStation e Game Cube. Como em quase todos os jogos baseados em histórias originais (isto é, que não eram jogos inicialmente), esses também foram muito criticados.